# Шикунов, Юрий Иванович
Юрий Иванович Шикунов (8 декабря 1939, Таганрог, Ростовская область — 15 марта 2021) — советский футболист, полузащитник. Мастер спорта СССР (1960), заслуженный тренер РСФСР (1990).

## Биография
Родился и вырос в Таганроге. Учился в средней школе № 9. Шикунова заметил известный футболист Владимир Кутушев. В 1950 году был приглашён в таганрогский «Авангард», а через несколько матчей забран в «Торпедо». Армейскую службу проходил в ростовском СКА, в котором он сыграл 9 сезонов и завершил карьеру в 1968 году в «Ростсельмаше» из-за многочисленных травм коленей.
В 1964 году был в «серебряном» составе сборной СССР на чемпионате Европы, но на поле не выходил.
Четыре года работал тренером в Германии, в 1983—1984 — начальником СКА. Затем тренировал команды глухонемых футболистов — сборную России и ростовских игроков. В 1991—1995 работал тренером «Ростсельмаша», в 1997 — главным тренером «Шахтёра» Шахты.
Сын Александр также играл за СКА и «Ростсельмаш», работал функционером в нескольких командах, в том числе в московском «Спартаке» в 2000—2004 годах.
Сестра Шикунова Эмма Ивановна (ум. 2003) жила в Мурманске.

## Достижения
- чемпионат Европы:

Серебряный призёр (1964)
- Чемпионат СССР:

Серебряный призёр (1966)
- В списке 33 лучших футболистов: 2 раза — 1960, 1961 — № 3